# اوزباراک‌لی (آماسیه)
اوزباراک‌لی (به ترکی استانبولی: Özbaraklı) یک منطقهٔ مسکونی در ترکیه است که در تاشوا واقع شده‌است.